# Uyaiedu Ikpe-Etim
Uyaiedu Ipke-Etim (Nigèria, 1989) és una productora, guionista i directora de cinema nigeriana creadora de continguts de temàtica social. Cofundadora de la productora Hashtag Media House, des del 2011 ha treballat per donar veu a les minories socials de Nigèria, en especial al col·lectiu LGBTQ del país. El 2020 la BBC la va incloure a la seva llista de les 100 Dones més inspiradores i influents de l'any.
Defensora de la normalització de l'homosexualitat dins la narrativa i la indústria de Nollywood, el 2020 va estrenar, juntament amb la productora i activista LGBTQ Pamela Adie, la seva primera pel·lícula com a directora: Ìfé, on s'explica una història d'amor entre dues noies. Malgrat no ser la primera pel·lícula de temàtica lèsbica al país, sí que és la primera a mostrar una relació d'aquest tipus amb normalitat, sense prejudicis ni estereotips, i des del punt de vista del mateix col·lectiu LGBTQ, al qual pertanyen les seves creadores. Tanmateix, la producció va haver de fer front a la Junta Nacional de Censors de Cinema i Vídeo, que va arribar a amenaçar amb penes de presó a les seves creadores per "fomentar l'homosexualitat" en un país on el matrimoni homosexual està prohibit per llei des del 2014. De fet, per evitar la censura, la pel·lícula es va estrenar l'octubre del 2020 fora del país, al Festival de Pel·lícules LGBT de Toronto, i es preveu llançar-la en un format de vídeo a la carta per evitar la normativa d'exhibició nigeriana.
Els drets del col·lectiu LGBT a l'Àfrica són força perseguits, i Nigèria i la seva indústria cinematogràfica no en són una excepció. Generalment a Nollywood els personatges homosexuals són ridiculitzats i es mostren com a depredadors, moguts per interessos econòmics o sota la influència de cultes i encanteris i, sovint, acaben sent castigats pels seus actes o bé salvats per l'església.